# Таврическое городское поселение
Таврическое городско́е поселе́ние — муниципальное образование в Таврическом районе Омской области Российской Федерации.
Административный центр — рабочий посёлок Таврическое.

## История
Статус и границы городского поселения установлены Законом Омской области от 30 июля 2004 года № 548-ОЗ «О границах и статусе муниципальных образований Омской области».

## Население
| 2010    | 2011    | 2012    | 2013    | 2014    | 2015    | 2016    |
| ------- | ------- | ------- | ------- | ------- | ------- | ------- |
| 13 800  | ↗13 825 | ↗13 875 | ↘13 736 | ↘13 549 | ↘13 465 | ↘13 409 |
| 2017    | 2018    | 2019    | 2020    | 2021    | 2023    |         |
| ↘13 323 | ↘13 161 | ↗13 200 | ↗13 213 | ↘12 511 | ↘12 267 |         |

## Состав городского поселения
| № | Населённый пункт | Тип населённого пункта                  | Население |
| - | ---------------- | --------------------------------------- | --------- |
| 1 | Стрела           | железнодорожная станция                 | ↗555      |
| 2 | Таврическое      | рабочий посёлок, административный центр | ↘11 712   |